# Telioneura subplena
Telioneura subplena är en fjärilsart som beskrevs av Walker 1854. Telioneura subplena ingår i släktet Telioneura och familjen björnspinnare. Inga underarter finns listade i Catalogue of Life.